# Tara Davis-Woodhall
Tara Davis-Woodhall, född Davis den 20 maj 1999 i Mesquite i Texas, är en amerikansk friidrottare som tävlar i längdhopp.
Davis-Woodhall vann guld vid olympiska sommarspelen 2024 i Paris och blev världsmästare vid inomhus-VM 2024 i Glasgow.

## Uppväxt
Davis-Woodhall växte upp i Frisco i Texas, men flyttade inför high school till Agoura Hills i Kalifornien. Under sin tid på high school satte Davis-Woodhall i februari 2017 nytt amerikanskt juniorrekord i längdhopp inomhus med ett hopp på 6,68 meter. I juni samma år satte hon nytt kaliforniskt juniorrekord utomhus på 6,73 meter, och slog därmed Marion Jones rekord från 1993.

## Karriär
Davis-Woodhall började studera vid University of Georgia hösten 2017, där hon tävlade för universitetets idrottsförening Georgia Bulldogs. Under de amerikanska collegemästerskapen inomhus i mars 2018 satte hon ett nytt världsrekord för juniorer i försöken på 60 meter häck med tiden 7,98 sekunder.
Efter bara ett och ett halvt år bytte Davis-Woodhall universitet till University of Texas at Austin, efter stora samarbetsproblem med tränaren på University of Georgia. På grund av övergångsregler fick hon dock inte tävla för Texas Longhorns under säsongen 2018/19. Hon utvecklade under tiden på University of Georgia en depression som fortsatte att tynga henne efter flytten till University of Texas och på hösten 2020 funderade hon på att sluta med friidrott.
Davis-Woodhalls karriär tog ny fart 2021. Hon vann i mars de amerikanska collegemästerskapen inomhus i längdhopp på det nya inomhus-collegerekordet 6,93 meter. Bara två veckor senare satte hon nytt collegerekord utomhus med ett hopp på 7,14 meter. Det gamla rekordet var på 6,99 meter och sattes 1985 av Jackie Joyner. Det var det längsta hoppet i världen sedan OS 2016. I juni samma år blev hon amerikansk collegemästare även utomhus. Hon kvalificerade sig för det årets OS i Tokyo, där hon blev sexa på 6,84 meter.
Davis-Woodhall vann längdhoppstävlingen vid de amerikanska inomhusmästerskapen i februari 2023, men fråntogs senare segern på grund av att hon testat positivt för tetrahydrocannabinol (THC), den aktiva substansen i cannabis, vid tävlingen. Hon stängdes också av i en månad. Senare samma år vann hon de amerikanska utomhusmästerskapen med ett hopp på 6,87 meter. Vid VM i Budapest den sommaren tog hon silver på 6,91 meter bakom Ivana Vuleta.

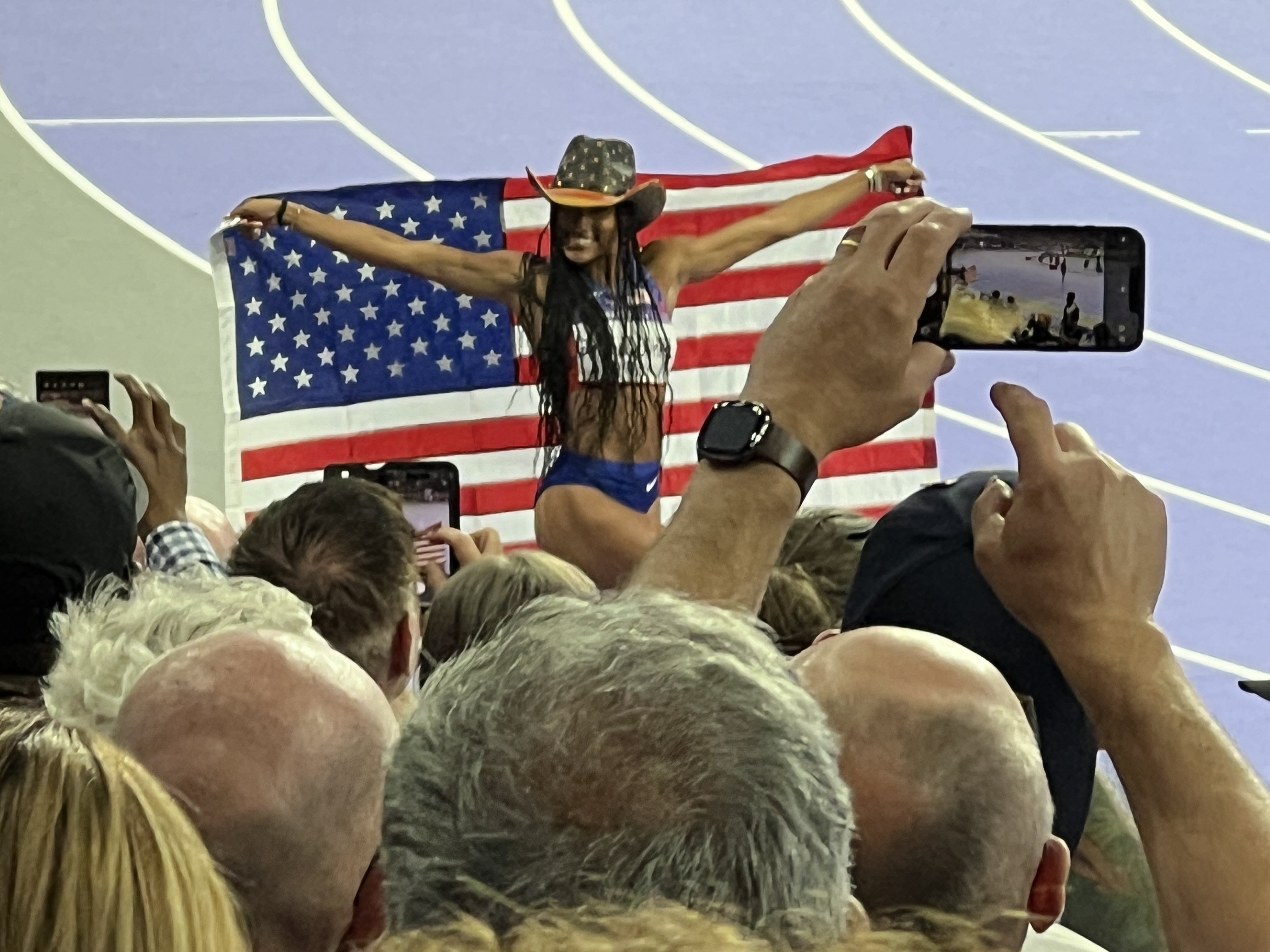
Davis-Woodhall firar guldet vid OS 2024 i Paris.

Davis-Woodhall hade en fantastisk säsong 2024. Först vann hon de amerikanska inomhusmästerskapen med ett nytt personligt rekord på hela 7,18 meter. Bara fem damer hade hoppat längre inomhus genom tiderna. Direkt efter det tog hon sitt första globala seniorguld genom att vinna vid inomhus-VM i Glasgow, där hon hoppade 7,07 meter. I början av sommaren blev hon amerikansk utomhusmästare, men inte utan dramatik. I tävlingen, som även gällde som uttagning till OS i Paris, hade hon övertramp i sina två första försök och var tvungen att göra ett bra godkänt hopp i tredje för att få hoppa vidare. Hon lyckades med det och hoppade senare segerhoppet på 7,00 meter. Väl i OS nådde hon sin dittills största framgång under karriären då hon tog hem guldmedaljen. Segerhoppet mätte 7,10 meter.

## Privatliv
Davis-Woodhall gifte sig med parafriidrottaren Hunter Woodhall i oktober 2022 i McKinney i Texas.

## Personliga rekord
- Längdhopp – 7,18 meter (16 februari 2024 i Albuquerque)
  - Utomhus – 7,16 meter (3 maj 2024 i Fayetteville)